# Valentina Kozyr
Valentina Kozyr (Unión Soviética, 25 de abril de 1950) es una atleta soviética retirada, especializada en la prueba de salto de altura en la que llegó a ser medallista de bronce olímpica en 1968.

## Carrera deportiva
En los JJ. OO. de México 1968 ganó la medalla de bronce en el salto de altura, con un salto por encima de 1.80 m, quedando en el podio tras la checoslovaca Miloslava Rezková (oro con 1.82 m) y su compatriota soviética Antonina Okorokova (plata también con 1.80 pero en menos intentos).